# Prachtlori
De prachtlori (Hypocharmosyna placentis synoniem: Charmosyna placentis) is een lori uit de familie Psittaculidae (papegaaien van de Oude Wereld). Het is een vogel van Nieuw-Guinea en de omliggende eilanden.

## Beschrijving
De prachtlori is gemiddeld 17 cm lang en overwegend groen gekleurd. Het mannetje heeft rode veren op de flanken, meer dan bij de sterk gelijkende roodgevlekte lori. Verder heeft het mannetje een rode vlek op de keel, een blauwe oorstreek en een blauwe stuit (niet bij alle populaties). Het vrouwtje mist de rode veerpartijen, maar heeft onder het oog een zwarte vlek met daarin contrasterende, gele veertjes.

## Verspreiding en leefgebied
De prachtlori komt voor in een groot gebied met eilanden dat reikt van de Molukken in het westen tot de Salomonseilanden in het oosten. De soort telt vijf ondersoorten:
- H. p. intensior: noordelijke Molukken.
- H. p. ornata: Raja Ampat-eilanden en van de Vogelkop tot noordelijk centraal Nieuw-Guinea.
- H. p. placentis: de zuidelijke Molukken, de Aru-eilanden en zuidelijk Nieuw-Guinea.
- H. p. pallidior: van Woodlark en de Bismarck-archipel tot de westelijke Salomonseilanden.
- H. p. subplacens: zuidoostelijk Nieuw-Guinea.

De vogel trekt rond in paren of kleine groepen door bossen, kokospalmplantages en half open landschappen in laagland en gebergtebos tot op 1400 m boven de zeespiegel.

## Status
De prachtlori heeft een enorm groot verspreidingsgebied en daardoor alleen al is de kans op uitsterven uiterst gering. De grootte van de totale populatie is niet gekwantificeerd, maar de vogel komt algemeen en plaatselijk talrijk voor. Om deze redenen staat deze lori als niet bedreigd op de Rode Lijst van de IUCN.